# Topisi
Topisi est une ville du Botswana.